# Dekanat Szklarska Poręba
Dekanat Szklarska Poręba – jeden z 28 dekanatów w rzymskokatolickiej diecezji legnickiej.

## Parafie
W skład dekanatu wchodzi 9 parafii:
- Parafia Miłosierdzia Bożego – Jelenia Góra-Jagniątków
- Parafia św. Marcina – Jelenia Góra-Sobieszów
- Parafia św. Antoniego Padewskiego – Kopaniec
- Parafia św. Antoniego Padewskiego – Piechowice
- parafia św. Katarzyny Aleksandryjskiej − Rybnica
- Parafia Ścięcia św. Jana Chrzciciela – Stara Kamienica
- Parafia Bożego Ciała – Szklarska Poręba
- Parafia św. Maksymiliana Marii Kolbe – Szklarska Poręba
- Parafia św. Barbary – Wojcieszyce